# Брашов (жудец)
Жуде́ц Брашо́в (рум. Județul Brașov) — румынский жудец в регионе Трансильвания.

## География
Занимает площадь в 5363 км².
Граничит с жудецами Ковасна — на востоке, Сибиу — на западе, Муреш и Харгита — на севере, Арджеш, Дымбовица и Прахова — на юге.

## Население
В 2007 году население жудеца составляло 593 928 человек (в том числе мужское население — 288 778 и женское — 305 150 человек), плотность населения — 110,74 чел./км².
| Год  | Население |
| ---- | --------- |
| 1930 | 265 414   |
| 1948 | 300 836   |
| 1956 | 373 941   |
| 1966 | 442 692   |
| 1977 | 582 863   |
| 1992 | 643 261   |
| 2002 | 589 028   |
| 2011 | 505 442   |

## Административное деление
В жудеце находятся 4 муниципия, 6 городов и 47 коммун.

### Муниципии
- Брашов (Braşov)
- Фэгэраш (Făgăraș)
- Кодля (Codlea)
- Сэчеле (Săcele)

### Города
- Гимбав (Ghimbav)
- Предял (Predeal)
- Рышнов (Râșnov)
- Рупя (Rupea)
- Виктория (Victoria)
- Зэрнешти (Zărnești)